# Mal de pierres
Mal de pierres is een Franse film uit 2016, geregisseerd door Nicole Garcia en gebaseerd op het boek Mal di pietre uit 2006 van Milena Agus. De film ging op 15 mei in première op het Filmfestival van Cannes in de competitie voor de Gouden Palm.

## Verhaal
Gabrielle is een dertigjarige vrouw in Sardinië die op het einde van de Tweede Wereldoorlog trouwt met een man omdat die heel behulpzaam was voor haar familie tijdens de oorlog. Omdat ze problemen heeft met haar gezondheid, gaat ze naar een kuuroord op het vasteland. Daar ontmoet ze een oorlogsveteraan waar ze verliefd op wordt.

## Rolverdeling
| Acteur           | Personage     |
| ---------------- | ------------- |
| Marion Cotillard | Gabrielle     |
| Àlex Brendemühl  | José          |
| Louis Garrel     | André Sauvage |

## Productie
De filmopnamen vonden plaats in de zomer van 2015 in Savoie en meer bepaald in de thermaalbaden van Aix-les-Bains.